# Mustafa Suleyman
Mustafa Suleyman CBE (sinh tháng 8/1984) là một nhà nghiên cứu người Anh chuyên về trí tuệ nhân tạo và là một doanh nhân. Suleyman là người đồng sáng lập và đứng đầu về mảng AI trong công ty trí tuệ nhân tạo DeepMind, một công ty được điều hành dưới trướng Google. Sau khi rời DeepMind vào năm 2022, Suleyman mở công ty khởi nghiệp trí tuệ nhân tạo Inflection AI.

## Những năm đầu đời và học vấn
Bố của Suleyman là một tài xế người Syria và mẹ của ông là một y tá người Anh. Suleyman sống với bố mẹ và hai em trai ở Caledonian, khu Islington, London, Anh..
Ông học ở trường Tiểu học Thornhill - một trường công tại Islington. Sau đó ông chuyển trường và tiếp tục học tại trường tiểu học Queen Elizabeth's School - một trường  sinh có tiếng tại Barnet. Trong khoảng thời gian đó, ông đã gặp Demis Hassabis - nhà đồng sáng lập của DeepMind thông qua em trai của Demiss, cũng là bạn thân của ông. Suleyman từng chia sẻ rằng ông và Hassabis đã từng thảo luận về cách tạo ra ảnh hưởng tích cực trên toàn thế giới. Suleyman sau đó theo học tại trường Đại học Mansfield ở Oxford trước khi nghỉ học vào năm 19 tuổi.

## Sự Nghiệp

### Sự Nghiệp
Sau khi bỏ học vào năm 19 tuổi, Suleyman cùng với người bạn đại học Mohammed Mamdani đã thành lập Muslim Youth Helpline một đường dây nóng tư vấn cho các bạn trẻ vị thành niên theo Đạo Hồi. Sau một khoảng thời gian, tổ chức này đã trở thành một trong những dịch vụ hỗ trợ sức khỏe tinh thần lớn nhất cho người theo Đạo Hồi tại Anh.
Sau khi thành lập Muslim Youth Helpline, Suleyman làm sĩ quan cảnh sát về nhân quyền cho Ken Livingstone - thị trưởng của London. Sau đó, ông tạo ra Reo Partners - một công ty tư vấn sử dụng phương pháp giải quyết mâu thuẫn để nhận định được các khó khăn xã hội. Với tư cách là nhà đàm phán và cố vấn viên, Suleyman đã làm việc cho một tệp khách hàng khá lớn như Liên hợp Quốc, chính phủ Hà Lan và Quỹ quốc tế Bảo vệ thiên nhiên.

### Sự nghiệp ở DeepMind ở Google
Suleyman đồng sáng lập ra công ty trí tuệ nhân tạo DeepMind và giữ chức vụ giám đốc sản xuất tại đây. Công ty nhanh chóng chiếm được vị thế tiên phong trong lĩnh vực AI và được tài trợ bởi Founders Fund, Elon Musk and Scott Banister, và những người khác.
Năm 2014, DeepMind được Google mua lại với giá 400 triệu bảng Anh và trở thành thương vụ mua bán lớn nhất tại Châu Âu tại thời điểm đó. Suleyman trở thành người đứng đầu trong mảng AI của DeepMind, chịu trách nhiệm đưa các công nghệ của DeepMind vào sản phẩm của Google.
Vào tháng 2/2016, Suleyman cho ra mắt DeepMind Health tại tổ chức Royal Society of Medicine. DeepMind Health xây dựng công nghệ hỗ trợ bác sĩ cho Dịch vụ Sức Khỏe quốc tế (NHS) và các đối tác khác nhằm phát triển các dịch vụ y tế ở tuyến đầu. Dưới trướng của Suleyman, DeepMind cũng phát triển các nghiên cứu hợp tác với nhiều tổ chức sức khỏe ở Anh như bệnh viện mắt Moorfields Eye Hospital NHS Foundation Trust.
Năm 2016, Suleyman đã nỗ lực đưa thuật toán của Deepmind vào trung tâm dữ liệu của Google để làm giảm mức năng lượng cần thiết cho quá trình làm mát. Thuật toán DeepMind đã đánh giá hàng tỷ phương án vận hành cho người điều khiển trung tâm và đưa ra các đề xuất dựa trên mức năng lượng tiêu hao được dự đoán. Thuật toán còn phát hiện ra một phương pháp mới để làm mát trung tâm điều khiển, giúp giảm 40% lượng năng sử dụng để làm mát, và cải thiện 15% hiệu năng sử dụng tổng năng lượng của trung tâm dữ liệu.
Vào tháng 8/2019, Suleyman buộc phải rời công ty sau các cáo buộc chèn ép nhân viên. Công ty đã thuê một luật sư ngoài để điều tra vụ việc, nhưng chỉ sau một thời gian ngắn thì Suleyman rời DeepMind và gia nhập công ty mẹ Google với chức vị Phó Chủ tịch. Ban lãnh đạo đã gửi thông báo đến toàn bộ nhân viên trong DeepMind về những gì xảy ra. Theo Tờ Báo Insider về các chi tiết của vụ việc, "cách lãnh đạo của Suleyman không hề đạt chuẩn như kỳ vọng.

### Sự nghiệp sau khi rời DeepMind
Kể từ tháng 6/2019, Suleyman làm việc trong ban quản trị của The Economist Group - công ty xuất bản tờ báo Economist. Vào tháng 12/2019, Suleyman thông báo rằng ông sẽ rời DeepMind để gia nhập vào Google.

#### Inflection AI
Suleyman rời Google vào tháng 1/2022 và làm việc với tư cách là đối tác liên doanh cho Greylock partner Tháng 3/2022, ông cùng với Reid Hoffman sáng lập ra Inflection AI - một mô hình AI tiên phong trong giới trí tuệ nhân tạo. Inflection AI được phát triển với mục đích tạo ra các AI có thể giúp con người "giao tiếp" với máy tính. Công ty không chỉ tuyển dụng những nhân viên cũ của Google và Meta mà còn huy động được 225 triệu USD trong lần gọi vốn đầu tiên.
Năm 2023, Inflection AI cho ra mắt chatbot đàm thoại tên Pi với trí tuệ riêng biệt. Pi "có thể nhớ được những cuộc hội thoại trước đó và dường như có thể nắm bắt tâm lý người dùng sau một khoảng thời gian. Suleyman cho biết mục tiêu lâu dài của Chatbot Pi là trở thành một "nhà quản lý số" được thiết kế chủ yếu để đối thoại với người dùng, đặt ra câu hỏi và hỗ trợ về mặt cảm xúc cho người dùng.

## Quan điểm về "Hành vi đạo đức của AI"
Suleyman luôn đưa ra những quan điểm tiêu biểu trong các cuộc tranh luận về đạo đức của AI Ông cũng đã nêu lên quan điểm của mình về vai trò quan trọng của các doanh nghiệp, chính phủ và xã hội trong việc thúc đẩy các công ty công nghệ phải có trách nhiệm với sản phẩm của mình. Ông cũng khuyến khích việc đưa ra các giải pháp công nghệ để các nhà lãnh đạo doanh nghiệp ưu tiên trách nhiệm xã hội bên cạnh những công việc được giao. Khi vẫn làm ở DeepMind, Suleyman đã thành lập một đơn vị nghiên cứu các tác động của AI đến thế giới thực nhằm giúp các nhà công nghệ áp dụng những kết quả này vào thực tế.
Suleyman cũng là đồng chủ tịch  sáng lập Partnership on AI một tổ chức bao gồm các đại diện đến từ Amazon, Apple, DeepMind, Meta, Google, IBM, và Microsoft. Tổ chức này nghiên cứu và xây dựng các phương pháp vận hành tốt nhất cho công nghệ AI, nâng cao hiểu biết của mọi người về AI. Partnership on AI hoạt động như một nền tảng mở để thảo luận về AI cũng như các tác động của AI lên con người và xã hội. Hội đồng quản trị của Partnership on AI cũng bình đẳng về số lượng của các thành viên thuộc tổ chức thương mại và phi lợi nhuận.
Vào tháng 9/2023, Suleyman cùng với nhà nghiên cứu Michael Bhaskar cho ra mắt cuốn sách The Coming Wave. Cuốn sách viết về những rủi ro khó tránh khỏi của AI và công nghệ sinh học tổng hợp, đồng thời đưa ra các giải pháp nhằm ngăn chặn những rủi ro này. The Coming Wave được đề cử trong danh sách Giải thưởng the 2023 Financial Times Business Book of the Year Award - một giải thưởng thường niên được trao cho cuốn sách kinh doanh hay nhất của năm. Và trong tháng 2/2024, cuốn sách The Coming Wave được Công ty Cổ Phần Xuất bản Khoa học và Giáo dục Thời Đại (TIMES) chuyển thể sang phiên bản tiếng Việt với tựa đề Sóng Thần Công Nghệ

## Đời sống các nhân và thành tựu
Năm 2017, Suleyman sống tại Peckham với vợ sắp cưới. Theo tờ báo Business Insider Suleyman theo cánh tả chính trị. Năm 2023, ông được TIME bầu chọn vào danh sách 100 nhân vật có ảnh hưởng nhất trong lĩnh vực AI

## Mục lục tham khảo
1. ↑  Shu, Catherine (ngày 27 tháng 1 năm 2014). "Google Acquires Artificial Intelligence Startup DeepMind For More Than $500M". TechCrunch (bằng tiếng Anh). Truy cập ngày 1 tháng 3 năm 2019.
2. ↑  "Mustafa Suleyman". Inflection (bằng tiếng Anh). Truy cập ngày 4 tháng 8 năm 2023.
3. ↑  Shead, Sam (ngày 8 tháng 3 năm 2022). "Reid Hoffman has co-founded his first new company since LinkedIn sale". CNBC (bằng tiếng Anh). Truy cập ngày 16 tháng 6 năm 2023.
4. 1 2  Rowan, David. "DeepMind: inside Google's super-brain". Truy cập ngày 15 tháng 2 năm 2018.
5. 1 2 3 4 5  Shead, Sam. "Mustafa Suleyman: The liberal activist who cofounded Google's £400 million artificial intelligence lab". Business Insider. Truy cập ngày 1 tháng 3 năm 2019.
6. ↑  "AI offers a unique opportunity for social progress". The Economist. ISSN 0013-0613. Truy cập ngày 5 tháng 7 năm 2023.
7. ↑  Murgia, Madhumita (ngày 5 tháng 12 năm 2019). "DeepMind co-founder leaves for policy role at Google". Financial Times. Truy cập ngày 5 tháng 7 năm 2023.
8. ↑  Shead, Sam (ngày 27 tháng 1 năm 2021). "DeepMind co-founder was investigated by a law firm following staff complaints on his management style". CNBC (bằng tiếng Anh). Truy cập ngày 29 tháng 7 năm 2023.
9. 1 2  "Mustafa Suleyman - Networks of evidence and expertise for public policy". www.csap.cam.ac.uk (bằng tiếng Anh). Truy cập ngày 15 tháng 2 năm 2018.
10. ↑  "DeepMind buy heralds rise of the machines". Financial Times. ngày 27 tháng 1 năm 2014. Truy cập ngày 15 tháng 2 năm 2018.
11. ↑  "Deepmind Technologies". angel.co. Truy cập ngày 15 tháng 2 năm 2018.
12. ↑  Gibbs, Samuel (ngày 27 tháng 1 năm 2014). "Google buys UK artificial intelligence startup Deepmind for £400m". the Guardian (bằng tiếng Anh). Truy cập ngày 15 tháng 2 năm 2018.
13. ↑  "Welcome to DeepMind Health | DeepMind". DeepMind. Truy cập ngày 15 tháng 2 năm 2018.
14. ↑  "Google DeepMind's Streams technology branded 'phenomenal'". Digital Health (bằng tiếng Anh). ngày 4 tháng 12 năm 2017. Truy cập ngày 15 tháng 2 năm 2018.
15. ↑  "AI on the NHS: how machine intelligence could save the eyesight of thousands". www.newstatesman.com (bằng tiếng Anh). Truy cập ngày 15 tháng 2 năm 2018.
16. ↑  "DeepMind AI Reduces Google Data Centre Cooling Bill by 40% | DeepMind". DeepMind. Truy cập ngày 15 tháng 2 năm 2018.
17. ↑  Giles, Turner; Bergen, Mark (ngày 21 tháng 8 năm 2019). "Google DeepMind Co-Founder Placed on Leave From AI Lab". Bloomberg.com (bằng tiếng Anh). Truy cập ngày 2 tháng 6 năm 2022.
18. ↑  Copeland, Rob (ngày 26 tháng 1 năm 2021). "Artificial Intelligence Will Define Google's Future. For Now, It's a Management Challenge". Wall Street Journal.
19. ↑  Coulter, Martin; Langley, Hugh. "Read the leaked email that Google's AI firm DeepMind sent to staff after the bombshell news that its cofounder faced a bullying investigation". Business Insider (bằng tiếng Anh). Truy cập ngày 2 tháng 6 năm 2022.
20. ↑  "DeepMind's cofounder was placed on leave after employees complained about bullying and humiliation for years. Then Google made him a VP". Business Insider.
21. ↑  "The Economist Group - Board". The Economist Group (bằng tiếng Anh). Truy cập ngày 20 tháng 9 năm 2023.
22. ↑  "Yuval Noah Harari and Mustafa Suleyman on the future of AI". The Economist. ISSN 0013-0613. Truy cập ngày 20 tháng 9 năm 2023.
23. ↑  Murgia, Madhumita (ngày 5 tháng 12 năm 2019). "DeepMind co-founder leaves for policy role at Google". Financial Times. Truy cập ngày 2 tháng 6 năm 2022.
24. ↑  Shead, Sam. "DeepMind co-founder plans to help U.S. VC firm Greylock penetrate Europe". CNBC. Truy cập ngày 5 tháng 8 năm 2022.
25. 1 2  Shead, Sam. "Reid Hoffman has co-founded his first new company since LinkedIn sale". CNBC (bằng tiếng Anh). Truy cập ngày 1 tháng 9 năm 2022.
26. ↑  Shead, Sam. "The co-founders of DeepMind and LinkedIn have raised $225 million for their A.I. lab". CNBC (bằng tiếng Anh). Truy cập ngày 1 tháng 9 năm 2022.
27. ↑  "DeepMind cofounder's new A.I. chatbot is a good listener. And that's about it. Is that enough?". Fortune. ngày 3 tháng 5 năm 2023.
28. ↑  "Inflection AI, Startup From Ex-DeepMind Leaders, Launches Pi — A Chattier Chatbot". Forbes. ngày 2 tháng 5 năm 2023.
29. ↑  "Co-founders of Google DeepMind and LinkedIn launch chatbot". Financial Times. ngày 2 tháng 5 năm 2023.
30. ↑  Suleyman, Mustafa. "DeepMind's Mustafa Suleyman: In 2018, AI will gain a moral compass". Truy cập ngày 15 tháng 2 năm 2018.
31. ↑  RSA. "RSA President's Lecture: The Technologist's Dilemma - RSA". www.thersa.org. Truy cập ngày 15 tháng 2 năm 2018.
32. ↑  "Harnessing technology to challenge inequality". Financial Times. ngày 21 tháng 11 năm 2017. Truy cập ngày 15 tháng 2 năm 2018.
33. ↑  Temperton, James. "DeepMind's new AI ethics unit is the company's next big move". Truy cập ngày 15 tháng 2 năm 2018.
34. ↑  "Introduction from the Founding Co-Chairs | Partnership on Artificial Intelligence to Benefit People and Society". Partnership on Artificial Intelligence to Benefit People and Society (bằng tiếng Anh). Bản gốc lưu trữ ngày 16 tháng 2 năm 2018. Truy cập ngày 15 tháng 2 năm 2018.
35. ↑  "US tech giants unite to ensure AI is developed safely and ethically". Business Insider. Bản gốc lưu trữ ngày 13 tháng 2 năm 2018. Truy cập ngày 15 tháng 2 năm 2018.
36. ↑  "Board of Directors | Partnership on Artificial Intelligence to Benefit People and Society". Partnership on Artificial Intelligence to Benefit People and Society (bằng tiếng Anh). Bản gốc lưu trữ ngày 16 tháng 2 năm 2018. Truy cập ngày 15 tháng 2 năm 2018.
37. ↑  Shariatmadari, David (ngày 2 tháng 9 năm 2023). "Interview: 'I hope I'm wrong': the co-founder of DeepMind on how AI threatens to reshape life as we know it". The Guardian.
38. ↑  "FT Business Book of the Year Award shortlist". Books+Publishing. ngày 4 tháng 10 năm 2023. Truy cập ngày 4 tháng 10 năm 2023.
39. ↑  Shead, Sam. "Mustafa Suleyman: The liberal activist who cofounded Google's $486 million artificial intelligence lab". Business Insider (bằng tiếng Anh). Truy cập ngày 18 tháng 1 năm 2024.
40. ↑  Chow, Andrew R. (ngày 7 tháng 9 năm 2023). "TIME100 AI 2023: Mustafa Suleyman". Time (bằng tiếng Anh). Truy cập ngày 18 tháng 1 năm 2024.